# 곽시
곽시(郭時, ? ~ ?)는 전한 중기의 인물로, 영천군 양책현(陽翟縣) 사람이다. 정위 곽진의 막내아들이다.

## 행적
영건 4년(129년), 곽진이 죽었다. 곽진의 정영후(定潁侯) 작위는 본래 맏형 곽하가 이어야 했으나, 곽하는 곽시에게 양보하고 달아났다. 몇 년 후 대홍려가 각 주와 군에 명하여 곽하를 찾게 하니, 곽하는 어쩔 수 없이 출두하여 작위를 받았다.

## 출전
- 범엽, 《후한서》 권46 곽진열전

| 선대 아버지 곽진 | 후한의 정영후 129년 ~ ? | 후대 형 곽하 |